# Броненосцы типа «Шарль Мартель»
Эскадренные броненосцы типа «Шарль Мартель» (фр. Classe Charles Martel) — пять эскадренных броненосцев, сходных основной архитектурой, но существенно отличающихся деталями конструкции броненосцев, построенных для ВМС Франции в 1890-х годах. 
Были заложены в ответ на усиление британского военно-морского флота в начале 1890-х — закладку семи броненосцев типа «Ройял Соверен». Существуют разногласия, относятся ли эти корабли к одному классу, или представляют собой пять индивидуальных проектов. 

## Общая конструкция

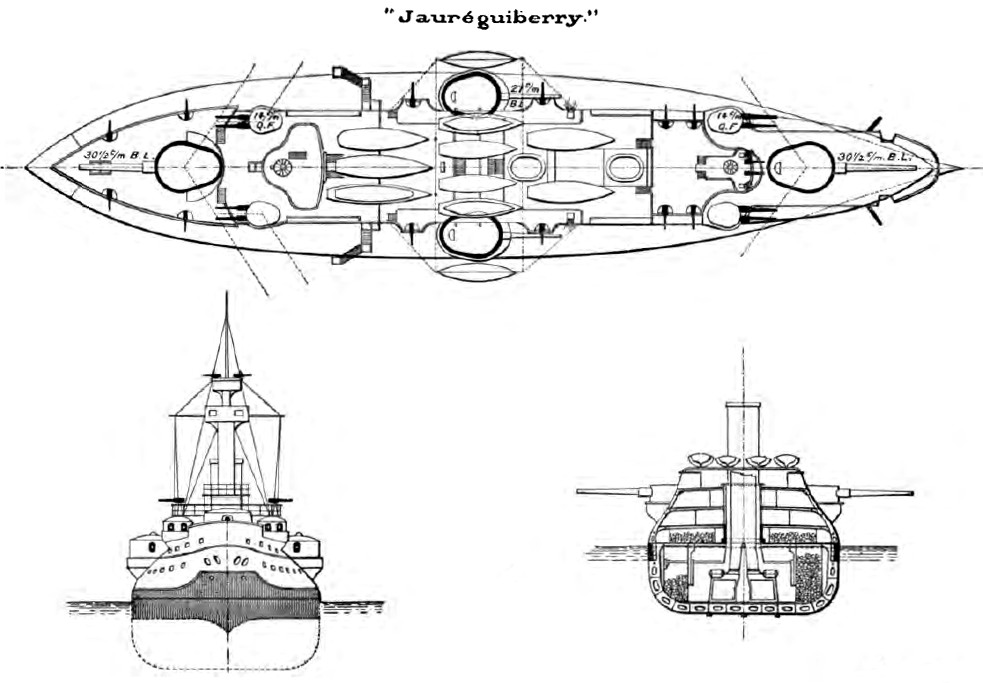
Три проекции броненосца «Жорегиберри»

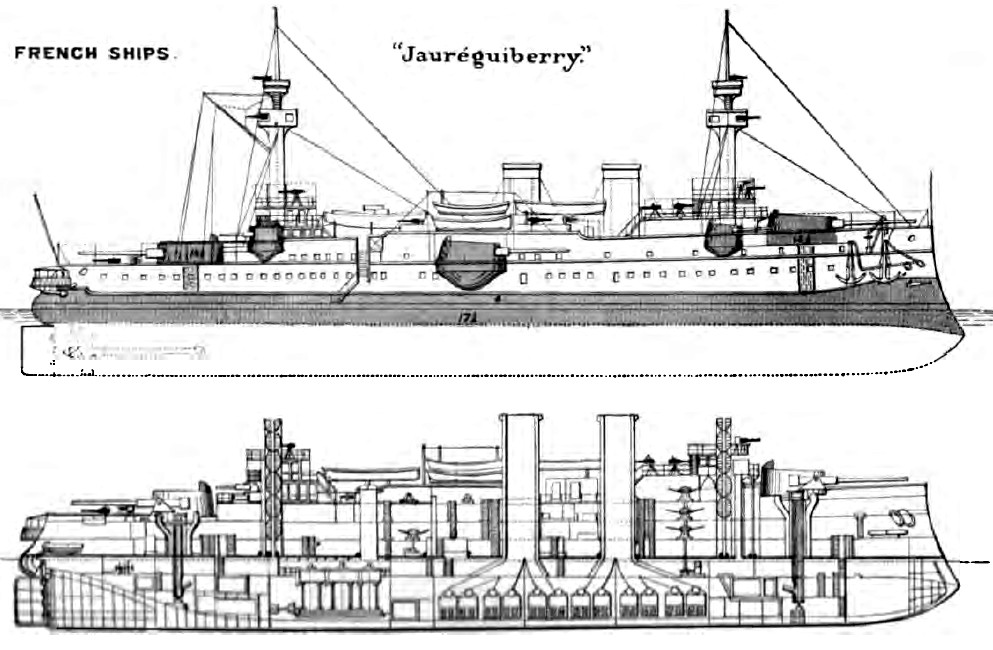
Разрез и схема бронирования броненосца

Все пять броненосцев имели общую основную компоновку с ромбическим расположением артиллерии главного калибра двух разных типов: в носовой и кормовой башнях стояло по одному 305-миллиметровые орудию, в бортовых башнях (расположенных на выступающих спонсонах в центре корпуса) — по одному 274-миллиметровому орудию. Наличие двух главных калибров несколько затрудняло пристрелку на больших дистанциях, но бытовавшие тогда воззрения на дистанцию морского боя предполагали, что основное сражение будет вестись на расстоянии не превышающем 3-4 километров.
Вспомогательное вооружение — скорострельные 138,6-мм орудия — на всех кораблях располагались в башнях (что было новшеством для того времени). Конструкция и расположение башен вспомогательного калибра различались на всех кораблях.
Французские башенные установки имели своеобразную конструкцию: все механизмы, включая поворотный механизм башни, располагались внутри вращающейся части. Таким образом, подбашенное отделение и барбет как таковые отсутствовали: вниз от башни шел узкий, защищенный толстыми броневыми плитами, колодец элеватора подачи снарядов. Это повышало защищенность башни (за счет сокращения площади бронирования при равном весе), но приводило к существенному повышению центра тяжести корабля.
Общей была и схема бронирования всех пяти кораблей. Они получили типичный для французского кораблестроения полный броневой пояс из сталеникелевой брони вдоль ватерлинии, протянувшийся от штевня до штевня. Максимальная толщина пояса в центральной части корпуса достигала 450 миллиметров: к нижней кромке пояс сужался до 250 миллиметров. В оконечностях, максимальная толщина пояса уменьшалась до 305 миллиметров у верхней кромки, при сохранении толщины нижней кромки в 250 миллиметров. Сверху основного пояса (впервые во французском кораблестроении) располагался верхний пояс, толщиной около 101 миллиметра, увеличивающий защищенность надводного борта от мелкокалиберных снарядов. В целом, схема бронирования соответствовала французским воззрениям на необходимость сохранения высокой эскадренной скорости под огнём противника (то есть защиту ватерлинии от повреждений).
Толщина броневых палуб различалась от корабля к кораблю. Обычная толщина составляла от 69 мм до 100 мм. Ряд кораблей имел конструктивные отличия в виде наличия двух палуб — основной и противоосколочной.
По внешнему облику тяжёлые единицы флота Третьей республики, номинально относившиеся к одной серии, заметно отличались друг от друга, и порой весьма существенно. Это происходило оттого, что главный строитель флота выдавал лишь основные характеристики подлежащих постройке кораблей, а уже на верфях инженеры обладали большой свободой в выборе деталей — конструкции мачт, труб, надстроек и пр. Поэтому корабли одной группы, у французов настолько с виду отличались один от другого, что производили впечатление «флота образцов».
Французы конструкторы предпочитали маленькие башни, торчавшие из которых пушки представлялись непропорционально длинными, и группировали вспомогательную артиллерию вокруг тяжёлых орудий, мотивируя это более удобной защитой и распределением их погребов боезапаса. Основная критика этой схемы сводилась к тому, что один удачно пущенный снаряд выведет из строя половину артиллерии.

## Подтип «Шарль Мартель»
Эти три броненосца были двухвинтовыми и вооружались 305-миллиметровыми орудиями образца 1887 года с длиной ствола в 45 калибров.

### «Шарль Мартель»

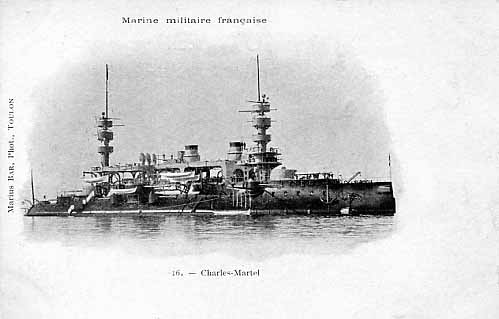
Броненосец «Шарль Мартель»

Заложенный в 1891 году, «Шарль Мартель» имел водоизмещение около 11639 тонн, длину 115,49 метра и ширину 21,64 метра при осадке 8,36 метра. Корабль имел высокий полубак, но в кормовой части борт был сильно срезан на нескольких уровнях, из-за чего кормовая 305-миллиметровая башня располагалась существенно ниже носовой. Корабль приводился в движение двумя машинами тройного расширения общей мощностью в 14900 л.с., что позволяло развивать скорость до 18 узлов.
Основное вооружение корабля составляли два 305-миллиметровых 45-калиберных орудия (одно в носовой и одно в кормовой башне) и два 274-миллиметровых 45-калиберных орудия (в бортовых башнях в центре корпуса, на спонсонах). Первые стреляли со скоростью 1 выстрел в минуту, последние имели более высокую скорострельность и на полигоне выдавали до 3-х выстрелов в минуту. Башни 274-миллиметровых орудий были смещены к корме. Все орудия и механизмы находились внутри вращающихся башен, и все орудия могли быть перезаряжены при любом положении ствола
Вспомогательное вооружение броненосца составляли восемь 138,6-миллиметровых скорострельных орудий. Все орудия располагались в одноорудийных башенках по углам надстройки и имели хорошую защищенность при больших секторах обстрела. Противоминоносное вооружение корабля состояло из 4-х 9-фунтовых орудий, 12-и 3-х фунтовых и 1-фунтовых пушек. Корабль также имел два 450-мм торпедных аппарата.

### «Карно»

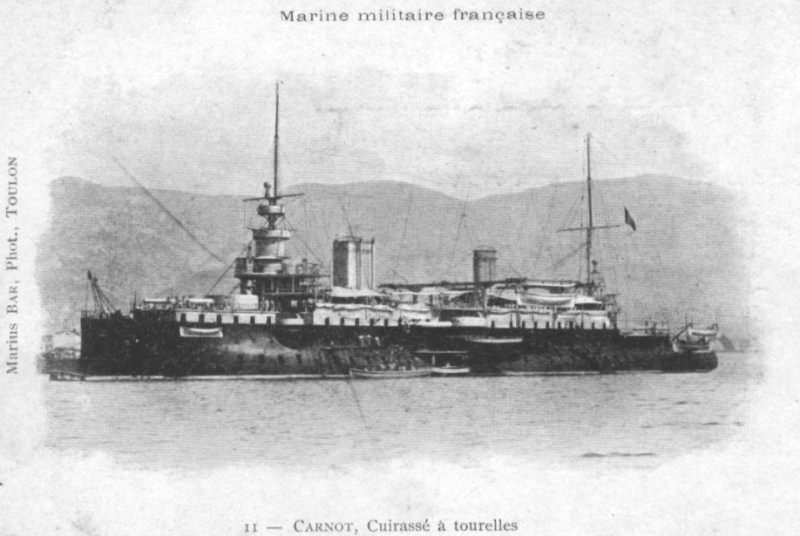
Броненосец «Карно»

Заложенный в июле 1891, «Карно» был несколько больше предыдущего корабля и имел полное водоизмещение в 11954 тонны. Длина его составляла 114 метров, ширина — 21,4 метр и осадка — 8,36 метра.
В отличие от прототипа, корабль имел меньшую высоту надстроек и более легкие мачты. За счет этого, удалось выиграть вес, и высота борта в кормовой части была несколько больше. Корабль имел две машины, общей мощностью в 16300 индикаторных лошадиных сил, и развивал скорость до 17,8 узлов. Вооружение обеих проектов было идентично, но его расположение изменилось: две башни 274-миллиметровых орудий на «Карно» располагались в центре корпуса.
Противоминное и торпедное вооружение было идентично «Шарлю Мартелю».

### «Жорегиберри»
«Жорегиберри» имел водоизмещение около 11818 тонн, при длине 111,9 метров при ширине 23 метра и осадке 8,45 метров. Его надводный борт был выше чем на других кораблях, из-за чего капитаны отзывались о «Жорегиберри» как о мореходном, устойчивом корабле, хорошо переносящим даже штормовую погоду.

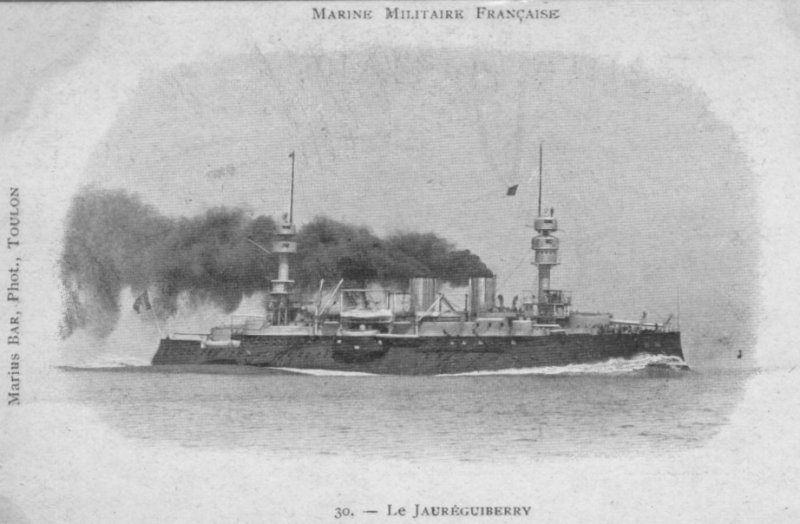
Эскадренный броненосец «Жорегиберри»

Корабль приводился в движение машинами общей мощностью 14441 л.с., и развивал скорость до 17,7 узлов. Дальность плавания экономичным 10-узловым ходом составляла 7290 км.
Основное вооружение корабля не изменилось (не считая того, что из-за укороченного на 7 метров корпуса, 305-миллиметровые башни оказались ближе к оконечностям), но вспомогательное было расположено более рационально. Восемь 138,6-мм скорострельных пушек расположили в четырех двухорудийных башнях по углам надстройки. Башни вспомогательного калибра расположили уровнем выше, чем на предыдущих кораблях, что существенно улучшило условия работы орудий при плохой погоде.
Противоминное вооружение состояло из четырех 65-мм скорострельных, четырнадцати 47-мм орудий Гочкиса и четырех 37-мм пятиствольных орудий. Корабль также получил мощное торпедное вооружение из четырех надводных (два на носу и два на корме) и двух подводных (по бортам) 450-мм торпедных аппаратов.

## Подтип «Массена»
Последующие два броненосца были трехвинтовыми, и вооружались 40-калиберными 305-миллиметровыми орудиями образца 1893 года.

### «Массена»

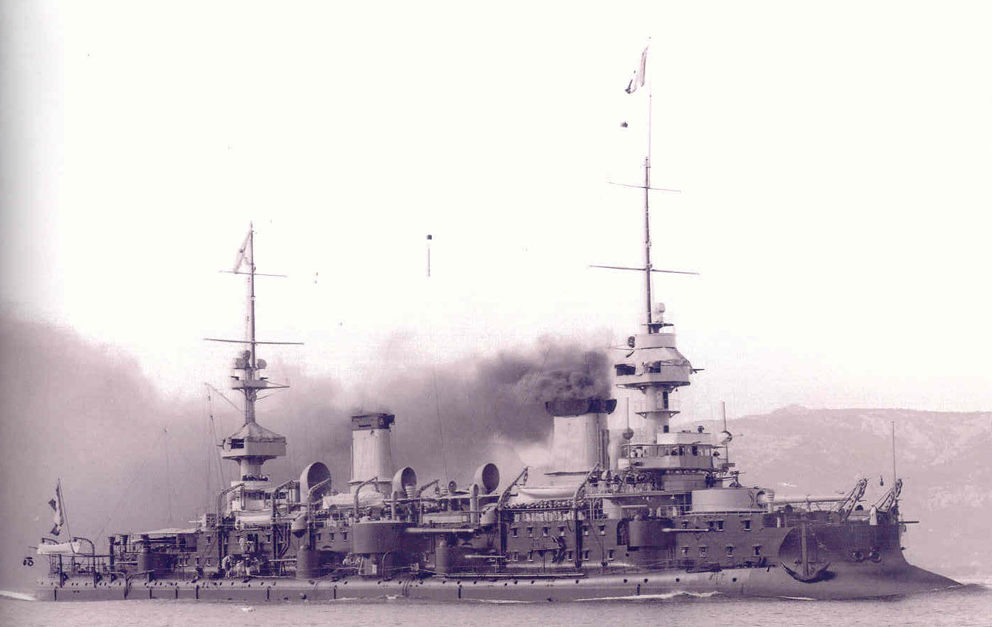
Броненосец «Массена»

«Массена» был первым из трехвинтовых броненосцев и имел водоизмещение в 11735 тонн. Его длина составляла 112,65 м, ширина — 20,27 м, осадка — 8,9 м. Предполагалось, что корабль будет иметь водоизмещение в 10850 тонн, но из-за строительной перегрузки он оказался больше чем рассчитывалось, и глубже сидел в воде. Надводный борт его был сильно срезан в кормовой части, повторяя конструкцию «Шарль Мартель».
Корабль имел три паровые машины общей мощностью 13400 лошадиных сил. Скорость не превышала 17 узлов, но, как считалось, трехвинтовые корабли обладали лучшей маневренностью.
«Массена» был вооружен новыми 40-калиберными 305-миллиметровыми орудиями образца 1893 года, с высокой начальной скоростью снаряда. Эти орудия считались в то время одними из лучших в мире, значительно превосходя устаревшие британские 35-калиберные пушки. Вспомогательное вооружение частично повторяло «Шарль Мартель» — 138,6-мм орудия стояли в одноствольных башнях — но было значительно усилено добавлением восьми 100-миллиметровых скорострельных орудий. Противоминное вооружение состояло из 12-и трехфунтовых пушек и восьми 1-фунтовых орудий. Торпедное вооружение состояло из двух надводных и двух подводных 450-мм торпедных аппаратов.
«Массена» был единственным из всех броненосцев, получившим броневые плиты из гарвеевской брони. Толщина вертикальной броневой защиты осталась прежней, но прочность брони существенно возросла. Горизонтальная защита состояла из двух броневых палуб — верхней, основной, толщиной 69 мм, и нижней — противоосколочной, толщиной 38 мм. Предполагалось, что в случае пробития снарядом основной броневой палубы, нижняя сдержит взрыв и распространение осколков.

### «Бувэ»

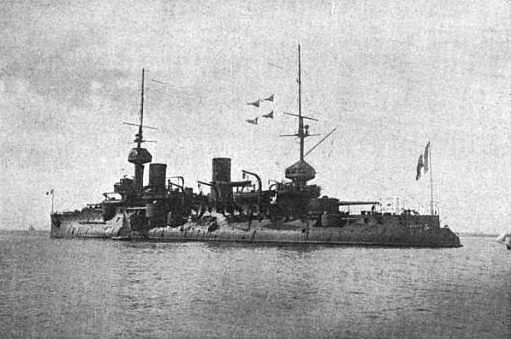
Броненосец «Бувэ»

Заложенный в сентябре 1892 года, «Бувэ» имел водоизмещение в 12007 тонн, что делало его крупнейшим среди «Шарль Мартелей». Корабль имел длину в 117,81 м, ширину в 21,39 м, и осадку в 8,38 м. В движение его приводили три паровые машины общей мощностью 15000 л.с., что позволяло развивать скорость до 18 узлов. В отличие от других кораблей серии, он имел гладкую верхнюю палубу по всей длине корабля и меньшую надстройку.
Вооружение его было полностью идентично «Массене», хотя расположение 138,6-мм орудий соответствовало «Шарлю Мартелю». Орудия главного калибра располагались на одном уровне высоко над водой, что облегчало применение артиллерии в непогоду — на предыдущих кораблях, кормовая башня располагалась ниже носовой. Бронирование корабля было выполнено из сталеникелевой брони (что было некоторым шагом назад, в сравнении с гарвеированой броней «Массены», но незначительным, так как французская броня отличалась в то время высоким качеством).

## Оценка проекта
В целом, несмотря на ряд конструктивных и технических различий, пять броненосцев типа «Шарль Мартель» были успехом французского кораблестроения. Имея хорошую мореходность, они были неплохо вооружены, рационально и эффективно защищены. Введение верхнего пояса позволило устранить основной недостаток предшествующих французских броненосцев — малую площадь бронированного борта — при одновременном сохранении традиционного для французского кораблестроения мощного сплошного бронирования по ватерлинии. Некоторым недостатком было наличие артиллерии главного калибра двух разных калибров — 305 и 274 мм — но при дистанциях морского боя конца XIX века проблемы управления огнём практически не вставали. Ромбическое же расположение гарантировало равно мощный обстрел при любом положении корабля, существенно облегчая движение эскадры в бою.

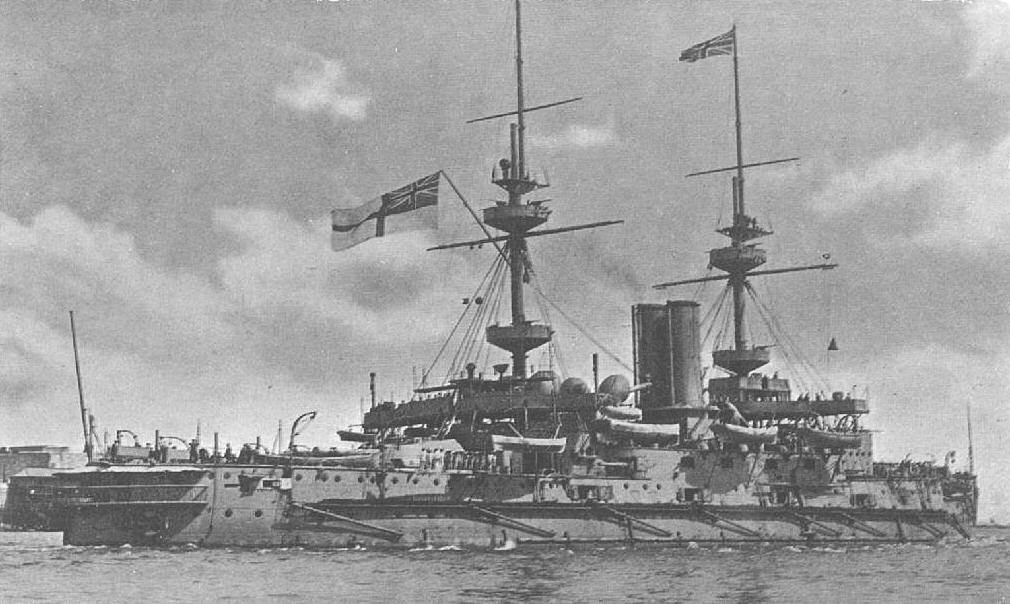
Броненосец «Маджестик» — основной конкурент на момент вступления в строй

Сравнивая пять «Шарлей Мартеллей» с вступившими в строй почти одновременно британскими броненосцами типа «Маджестик», можно видеть, что французам удалось создать довольно удачные корабли. При меньшем водоизмещении, французские корабли имели сопоставимую скорость, вооружение и бронирование.
Французские тяжелые орудия и орудийные установки имели более прогрессивное устройство, чем британские. Теоретическая скорострельность французских орудий составляла около 1 выстрела в минуту, но реальная скорострельность орудий, ввиду недостатков конструкции орудийных установок, оказалась значительно ниже: практическая скорострельность составляла первоначально 1 выстрел за 5 минут (это объясняется задымлением башен после выстрела), после оборудования устройством Марбёк удалось повысить до выстрела за две минуты. Для сравнения, 12" орудия британских броненосцев типа «Маджестик», несмотря на устаревшую конструкцию барбетов, требовавшую разворота орудий в диаметральную плоскость для перезарядки, имели скорострельность в один выстрел в 70 секунд до исчерпания боекомплекта в барбете, и один выстрел в 100 секунд при подаче боезапаса из погребов.
Французские орудия имели большую длину ствола и более высокую начальную скорость снаряда, которая была куплена, в том числе, снижением массы снарядов. Так, британские 343-мм и 305-мм бронебойные снаряды весили 600 и 386 кг соответственно, французские 305-мм и 275-мм снаряды - 349 и 262 кг. Бронирование французов было более рациональным и эффективно прикрывающим площадь корпуса: британские броненосцы имели незащищенные оконечности и недостаточно толстый главный пояс (хотя и усиленный скосом броневой палубы), что в бою могло привести к многочисленным пробоинам на уровне ватерлинии и гибели кораблей за счет потери остойчивости при наборе воды через пробоины.
Основным недостатком французских броненосцев было неудовлетворительное качество 138,6-мм орудий, которые, хотя и имели большую дальность ведения огня, были недостаточно скорострельны и существенно уступали 152-мм пушкам по массе снаряда (36,5/31,5 кг (ББ/ОФ) против 45,3 кг). С другой стороны, французские башенные скорострельные орудия имели лучшие сектора обстрела и были значительно разнесены по корпусу, что делало маловероятным выведение из строя нескольких орудий одним попаданием. Кроме того, с 1895 года французская артиллерия начала применять в снарядах мелинит, резко усилив их фугасное действие.
| Название                              | «Шарль Мартель»                                                                          | «Ройал Соверен»                                                                  | «Маджестик»                                                                       | «Полтава»                                                                                   |
| ------------------------------------- | ---------------------------------------------------------------------------------------- | -------------------------------------------------------------------------------- | --------------------------------------------------------------------------------- | ------------------------------------------------------------------------------------------- |
| Страна                                | Франция                                                                                  | Великобритания                                                                   | Великобритания                                                                    | Российская империя                                                                          |
| Водоизмещение                         | 11639 т                                                                                  | 14150 т                                                                          | 14890 т                                                                           | 10500 т                                                                                     |
| Скорость                              | 18 узлов                                                                                 | 17 узлов                                                                         | 17,6 узлов                                                                        | 16,5 узлов                                                                                  |
| Основное и вспомогательное вооружение | 2x305-мм/45, 2x274-мм/40 (по 1 на борт), 8x138,6-мм/45 (по 4 на борт)                    | 4x343-мм/30, 10x152-мм/40 (по 5 на борт)                                         | 4x305-мм/35, 12x152-мм/40 (по 6 на борт)                                          | 4x305-мм/40, 12x152-мм/45 (по 6 на борт)                                                    |
| Бортовой залп в 5 минут               | 9 тяжелых (6х349 кг + 3х262 кг) и 80 (31,5/36,5 кг) средних снарядов Всего: 5400-5800 кг | 6-10 тяжелых (600 кг) и 175—200 (45,3 кг) средних снарядов Всего: 11500-15000 кг | 12-16 тяжелых (386 кг) и 200—250 (45,3 кг) средних снарядов Всего: 13700-17500 кг | 10-14 тяжелых (331 кг) и 140—160 (41,4 кг) средних снарядов Всего: 9100-11250 кг            |
| Броневая защита                       | 450-305 мм сталеникелевый пояс по ватерлинии                                             | 457-365 мм сталежелезный пояс в цитадели                                         | 229-мм гарвеированный пояс в цитадели и 100-мм скос броневой палубы               | 368-254 мм сталеникелевый-гарвеированный пояс в цитадели, 76-мм скосы палубы в оконечностях |